# Neurostimulation

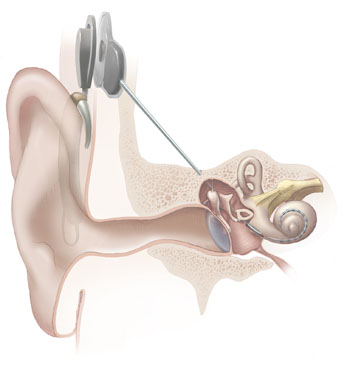
Implant cochléaire un appareil électronique qui stimule le nerf auditif grâce à des électrodes placées dans la cochlée de l'oreille interne, permettant à certaines personnes gravement sourdes de percevoir les sons. Pour les personnes souffrant de perte auditive sévère à profonde, les appareils auditifs implantables comme les implants cochléaires peuvent être une solution efficace

La neurostimulation est la stimulation d'un nerf ou de plusieurs nerfs, de la moelle épinière ou d'une partie du cerveau (système nerveux central) à l'aide de neurostimulateurs.
Elle a divers usages (thérapeutiques et/ou exploratoires).

## Utilisations
Le plus souvent, la neurostimulation est utilisée pour temporairement soulager une douleur, les maux de tête, des désordres dans le contrôle des mouvements y compris dans le cas de l'épilepsie, par stimulation du nerf vague.
La neurostimulation dite non convulsive (dont par l'électroacupuncture) est un traitement alternatif (en plein développement dans les années 2010) de multiples facettes de la dépression, par stimulation magnétique transcrânienne répétitive (rTMS), par stimulation transcrânienne à courant continu (tDCS), par neurostimulation du nerf vague (VNS) ou encore par stimulation cérébrale profonde (DBS). Dans les études disponibles avant 2020, ces traitements semblent induire des effets endocriniens, immunitaires (neuro-immunité) et symptomatiques positifs. Ils inversent aussi l'axe hypothalamo-hypophyso-surrénalien (HPA) et les changements cytokiniques retrouvés dans la dépression. « Tous les types de neurostimulation non convulsive ont pu inverser les augmentations de cortisol, d'ACTH et d'autres composants de l'axe HPA observées chez les patients déprimés, ainsi que moduler les niveaux de cytokines clés connues pour être régulées à la hausse dans la dépression, tels que IL-1β, IL-6 et TNF-α » (chez l'Homme et chez l'animal), mais il n'y a pas forcément de corrélation entre les changements induits par une neurostimulation non convulsive dans l'axe HPA et les niveaux de cytokines et une évolution des symptômes dépressifs
Des études supplémentaires (en double aveugle et mieux contrôlées) sont encore nécessaires pour mieux comprendre ses mécanismes et détecter d'éventuels autres effets induits.

## Historique
La neurostimulation et neuromodulation par acupression, acupuncture et massage sont probablement très anciennes, et la neuromodulation par l'électricité est connue depuis plus de 2 000 ans.
En 64 av. J.-C., le traitement de la douleur par l'électricité était pratiqué par les médecins de la Grèce antique,. En effet ils se servaient de poissons torpilles vivants pour produire des décharges électriques et soulager des patients atteints de douleurs de tout type,. 
C'est sur ce principe que s'inscrit également la SNP (stimulation nerveuse périphérique) et la « stimulation électrique transcutanée », encore utilisée dans le traitement de la douleur après avoir été l’une des premières utilisations médicales de l'électricité.
Dès le XVIIIe siècle et jusqu'au début du XXe siècle, on utilisait des appareils délivrant un champ électrique circulaire ou de plaques électriques au contact desquelles les patients plaçaient leur bras ou leur jambe pour le traitement de leurs douleurs. L'électricité et ses vertus thérapeutiques ont donc longtemps été utilisées au XIXe siècle et au début du XXe siècle. Mais nombre de charlatans vendant leurs appareils à des fins pseudo médicales (ex. : supposé traitement de la calvitie…) ont contribué à un désintérêt de la communauté médicale envers l'utilisation de champs électriques.
Au début des années 1960, on redécouvre les applications médicales des champs électriques en termes de « neuromodulation ». Le premier neurostimulateur (dans le traitement d'une douleur chronique péri-cancéreuse) a été élaboré et utilisé en 1967 par Shealy, Mortimer, Reswick et décrit dans la revue Anesthesia Analgesia cette même année, soit deux ans après la publication de la théorie du Gate control.
Depuis, les progrès ont concerné :
- les connaissances en matière de neuroanatomie et de neurophysiologie ;
- la maitrise de l'intensité et de la durée du stimulus et la précision des mesures[9] ;
- la miniaturisation du matériel[10] et sa sécurité[11] ;
- l'alimentation électrique des dispositifs (et la recherche se poursuit, par exemple avec les petits modules photovoltaïques organiques)[12] ;
- la biocompatibilité des matériaux (qui a permis par exemple la création de neurostimulateurs médullaires implantables, par exemple sur les cordons postérieurs de la moelle épinière afin de traiter des douleurs chroniques d’origine neuropathique résistantes aux médicament ou à aux techniques non interventionnelles. Le courant émis substitue cependant à la douleur des paresthésies locales)[13] ;
- l'amélioration des électrodes ;

...conduisant à un large éventail de dispositifs disponibles en 2021.

## Le stimulus
Le stimulus est généralement un léger courant électrique appliqué par des électrodes placées sur la peau de manière à exciter telle ou telle partie du système nerveux du patient. On parle alors d'électrostimulus.
Les électrodes peuvent aussi être profondes et exercer leur effet sur un organe profond ou dans le cerveau lui-même, une forme extrême en étant l'électrochoc.
D'autres types de stimuli du nerf sont possibles (chimiques, thermiques ou mécaniques) avec par exemple par des ultrasons.

## Risques
Les patients traités par des dispositifs implantés présentent un risque élevé de réintervention suite par exemple à un déplacement d'électrode, une cassure d’électrode ou une infection. De plus certains dispositifs sont incompatibles avec l'imagerie par résonance magnétique.